# Teratophyllum wilkesianum
Teratophyllum wilkesianum är en träjonväxtart som först beskrevs av Brackenr., och fick sitt nu gällande namn av Holtt. Teratophyllum wilkesianum ingår i släktet Teratophyllum och familjen Dryopteridaceae. Inga underarter finns listade.